# 岐阜橋駅

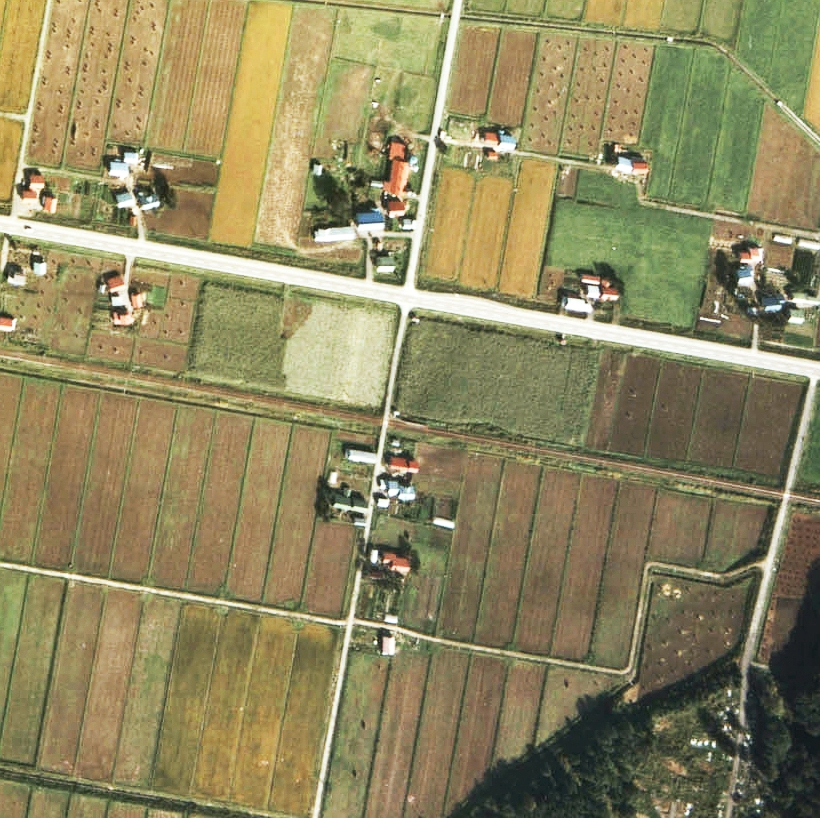
1977年の岐阜橋駅と周囲約500m範囲。右が紋別方面。名寄側に十九線道の踏切があり、上へ行くと名寄川に架かる岐阜橋という名の橋がある。

岐阜橋駅（ぎふばしえき）は、かつて北海道（上川支庁）上川郡下川町上名寄に設置されていた、北海道旅客鉄道（JR北海道）名寄本線の駅（廃駅）である。事務管理コードは▲122104。

## 歴史
一部の普通列車は通過した（1989年（平成元年）4月30日時点（廃止時の時刻表）で、下り2本上り3本（快速運転列車ほか））。
- 1956年（昭和31年）10月30日 - 日本国有鉄道（国鉄）名寄本線の岐阜橋仮乗降場（局設定）として開業[1]。
- 1959年（昭和34年）11月1日 - 駅に昇格、岐阜橋駅となる[1]。旅客のみ取り扱い[1][4]。
- 1987年（昭和62年）4月1日 - 国鉄分割民営化により、日本国有鉄道から北海道旅客鉄道に継承[1]。
- 1989年（平成元年）5月1日 - 名寄本線の全線廃止に伴い、廃駅となる[1]。

### 駅名の由来
当地に岐阜県出身の人々が入植し、名寄川に架橋した際に「岐阜橋」と名付けたことによる。

## 駅構造
廃止時点で、単式ホーム1面1線を有する地上駅であった。ホームは、線路の北側（遠軽方面に向かって左手側）に存在した。転轍機を持たない棒線駅となっていた。
仮乗降場に出自を持つ開業時からの無人駅で、駅舎および待合所は存在しなかった。ホームは名寄方にスロープを有し、駅施設外に連絡していた。

## 利用状況
乗車人員の推移は以下のとおり。年間の値のみ判明している年については、当該年度の日数で除した値を括弧書きで1日平均欄に示す。乗降人員のみが判明している場合は、1/2した値を括弧書きで記した。
| 年度               | 乗車人員 | 乗車人員 | 出典  | 備考 |
| 年度               | 年間     | 1日平均  | 出典  | 備考 |
| ------------------ | -------- | -------- | ----- | ---- |
| 1978年（昭和53年） |          | 9        | [ 6 ] |      |

## 駅周辺
民間へ売却され農地として利用されている。
- 国道239号（下川国道）[7]
- 下川墓地
- 下川町農山村交流広場「上名寄交流広場」 - 廃駅後に開設。
- 名寄川[7]
- 名士バス「上名寄19線」停留所

## 駅跡
2000年（平成12年）時点では、跡形も無くなっていた。2010年（平成22年）時点、2011年（平成23年）時点でも同様で、遺構は全く残されていなかった。駅跡地は民間へ売却され、農地として利用されている。

## 隣の駅
北海道旅客鉄道
名寄本線
矢文駅 - 岐阜橋駅 - 下川駅